# Husova 63 (Slavkov u Brna)
Dům čp. 63 je barokní měšťanský dům v Husově ulici ve Slavkově u Brna sousedící se slavkovskou radnicí. Od roku 2020 je chráněn jako kulturní památka.

## Historie
Dům má dochovaný gotický sklep a klenba v přízemí pochází z renesanční fáze stavby, stejně jako zřejmě i celá interiérová dispozice domu. Při přestavbě v roce 1858 došlo pravděpodobně k rozšíření domu, neboť v mapě stabilního katastru je zaznamenán užší půdorys. V souvislosti s touto přestavbou zřejmě proběhla i novoklasicistní úprava uličního průčelí. Další stavební úpravy pak proběhly v prvním desetiletí 20. století a poté ještě v 60. letech.

### Zpamátnění
Podnět k prohlášení domu kulturní památkou obdrželo ministerstvo kultury 17. února 2017, 15. dubna 2017 pak Národní památkový ústav tento návrh podpořil, stejně jako Krajský úřad Jihomoravského kraje. Městský úřad Slavkov u Brna nicméně stavbu k prohlášení kulturní památkou nedoporučil z důvodu havarijního stavu objektu, který od roku 2003 nebyl nijak využíván, s tím, že k objektu již bylo vydáno povolení odstranění stavby. Na základě aktuální prohlídky objektu ministerstvo kultury v prvoinstančním rozhodnutí konstatovalo, že dům je prohlášen kulturní památkou, proti uvedenému rozhodnutí nicméně podalo město Slavkov u Brna dne 9. března 2018 rozklad a napadlo toto rozhodnutí jako nesprávné. Věc pak byla vrácena ministerstvu k novému projednání. Byl proto doplněn nový posudek statiky objektu a stanoviska Národního památkového ústavu a Krajského úřadu Jihomoravského kraje byla aktualizována tak, aby vypořádávala námitky předložené v rozkladu.
Dne 2. června 2020 pak byl dům čp. 63 prohlášen kulturním památkou. V roce 2021 byla na rekonstrukci domu zpracována architektonická studie. Město pak v roce 2022 přistoupilo k opravě krovů a instalaci provizorní střechy.

## Architektura
Jedná se o dvoupodlažní řadový dům, který je orientován okapovým průčelím do ulice. Objekt je podsklepený a završený sedlovou střechou. Uliční fasáda je čtyřosá, členěná lizénovými rámci a doplněná bohatě profilovanou korunní římsou. Levá osa je širší a v jejím přízemí je umístěn vjezd lemovaný šambránou, s dvoukřídlými dřevěnými vraty a proskleným nadsvětlíkem nad nimi. Na pravé straně je v přízemí plechový obchodní výkladec se dvěma vstupy. Okna v patře jsou obdélníková, zdobená podokenními římsami. Hlavní budova je doplněna přízemním hospodářským křídlem a dalším přízemním přístavkem.